# 野辺
『野辺』（のべ、野邊、英: The Fields）は、日本の洋画家・黒田清輝が1907年（明治40年）に描いた絵画。

## 概要
草原の上に仰向けに寝そべりながら、左手に持った一輪の花を見つめている裸婦の上半身が描かれている。裸体画表現が日本で受容されるきっかけとなった作品とされる。黒田の後期の代表作の1つともされる。カンヴァスに油彩。縦53.0センチメートル、横71.3センチメートル。英語では “On the Grass” とも表記される。神奈川県箱根町のポーラ美術館に所蔵されている。ポプラの木が点在している野原の風景を描いた黒田の『野辺』（野邊）は、同名の異なる作品。

## 由来

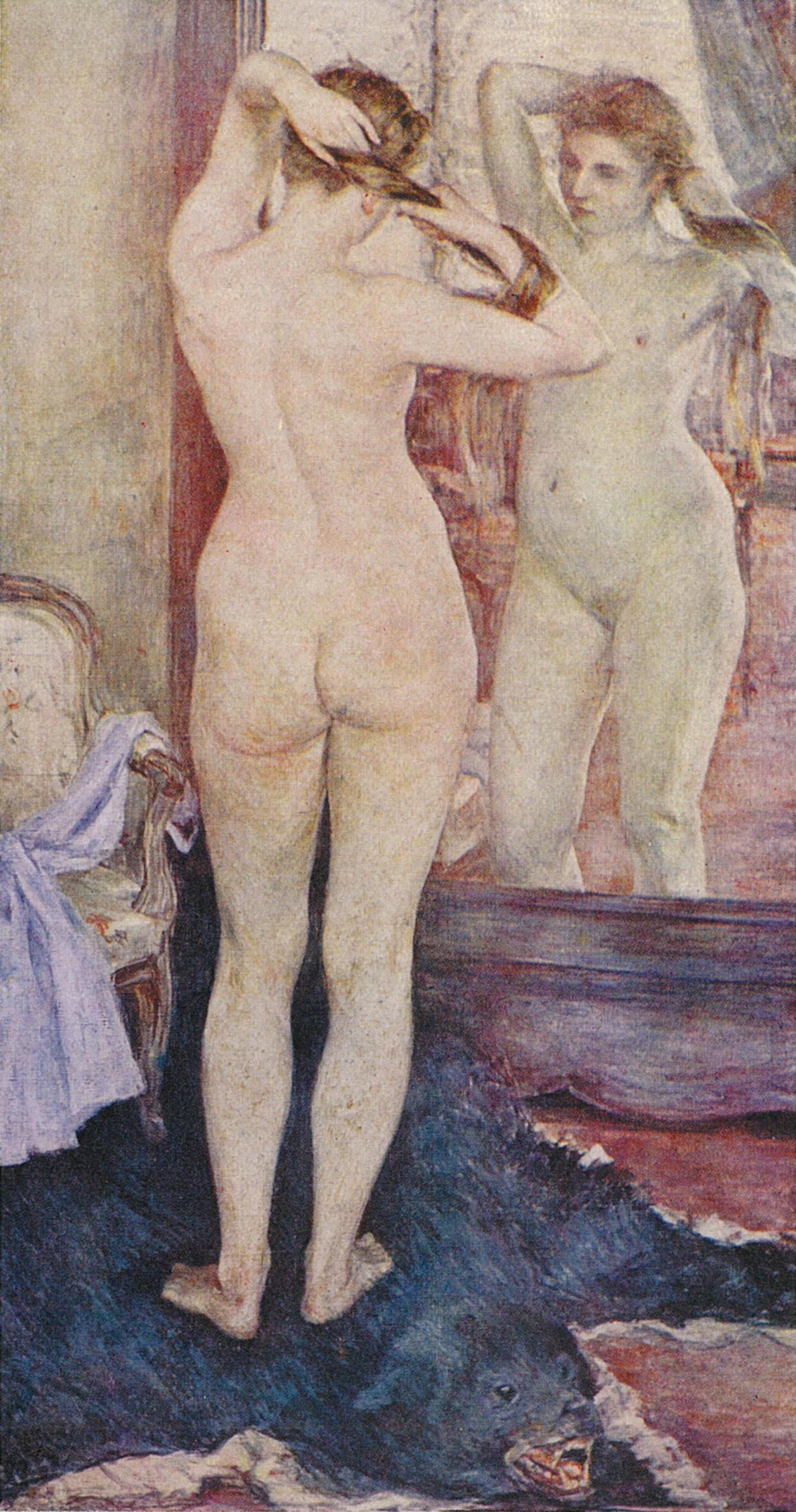
黒田清輝『朝妝』、1893年、第二次大戦で焼失、美術雑誌『アトリヱ』1巻10号（1924年12月）より

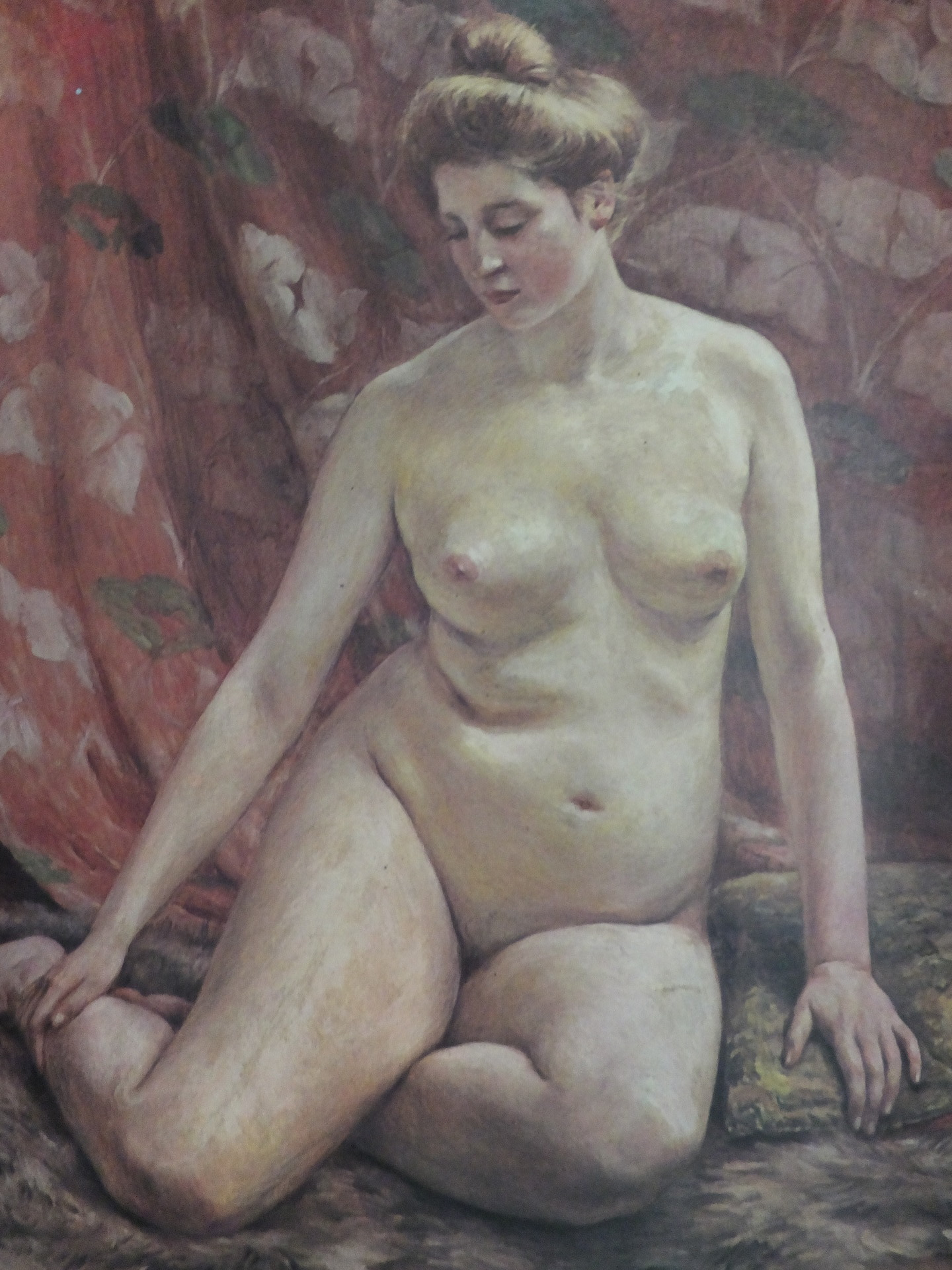
黒田清輝『裸体婦人像』、1901年、静嘉堂文庫美術館所蔵

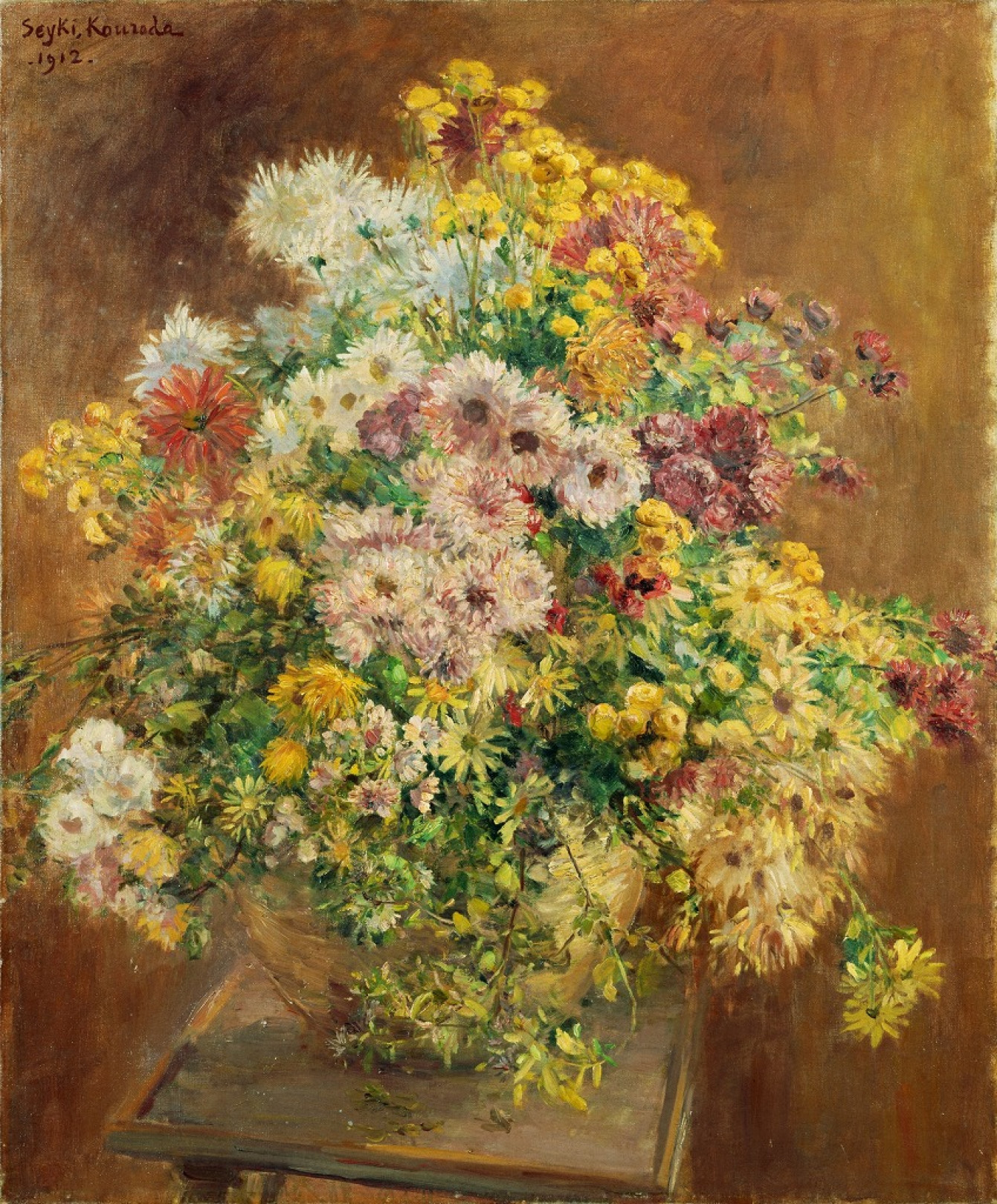
黒田清輝『菊』、1912年、ポーラ美術館所蔵

黒田は1893年（明治26年）にヨーロッパから日本に戻った後、西洋美術において重要な主題とされる裸体画を日本社会に根づかせることを目指して、裸婦像を描いた作品を次々と製作し発表した。1895年（明治28年）には、鏡の前で身繕いをする裸婦を描いた『朝妝』（ちょうしょう）が、風紀を紊乱するものとして非難され、またそのおよそ6年後に当たる1901年（明治34年）に全裸の婦人の座像を描いた『裸体婦人像』（1901年、静嘉堂文庫美術館所蔵）が出展された展覧会では、警察が裸婦の腹部から下を布で覆う処置がとられ、世論を沸騰させた。これは腰巻き事件と呼称されている。
『朝妝』および『裸体婦人像』はフランスでは高く評価されたものの、日本では非難の声があがったことから、黒田や彼に師事した画家らは、これらの作品では裸婦が下半身を覆っていないことに着目し、のちの裸体画作品では、黒田の『画室の窓』（1907年）、長原孝太郎『画室』などのように下半身が腰布で覆われたり、黒田の『野辺』のように腰から上だけを描く構図とするといった工夫がなされている。『野辺』は、裸体画を日本人が受け入れるきっかけとなった作品の1つとされる。
1907年（明治40年）10月6日から11月10日にかけて開催された第11回白馬会展において、黒田は『野辺』のほかに『朝霧』『海邊の夏の夕暮』『日向の庭園』『荒れた花壇』『百合』『薔薇』『肖像』『畫室の窓』『五月雨頃』『冬の海濱』の計11作品を出展した。黒田は本画製作の翌年に当たる1908年（明治41年）に、本画と同じような構図をもつ『樹かげ』（木かげ）を製作している。これは草地を背景として、木の幹に身を預けて座っている半裸の女性を描いた作品である。
本画の画稿は、1909年（明治42年）10月、木下杢太郎や北原白秋、長田秀雄らによる文芸グループ、パンの会の文芸雑誌『屋上庭園』の創刊号の表紙を飾った。隈元謙次郎の論文『黒田清輝後期の業績と作品 上』が発行された1943年（昭和18年）時点における本画の所蔵者は、和田久左衛門となっている。和田英作編『黒田清輝作品全集』（審美書院）が刊行された1925年（大正14年）時点における本画の所蔵者は、内貴清兵衛となっている。
2003年度（平成15年度）には、東京文化財研究所がポーラ美術館と協力して『野辺』『赤小豆の簸分』および『菊』の3作品の光学的調査を実施した。『野辺』の女性の髪は、反射近赤外線撮影を用いた調査から、当初は画稿と同じように左右両方向に流れていたが、製作の過程で右方向にのみ流れるという形に変更されたことが判明した。

## 作品

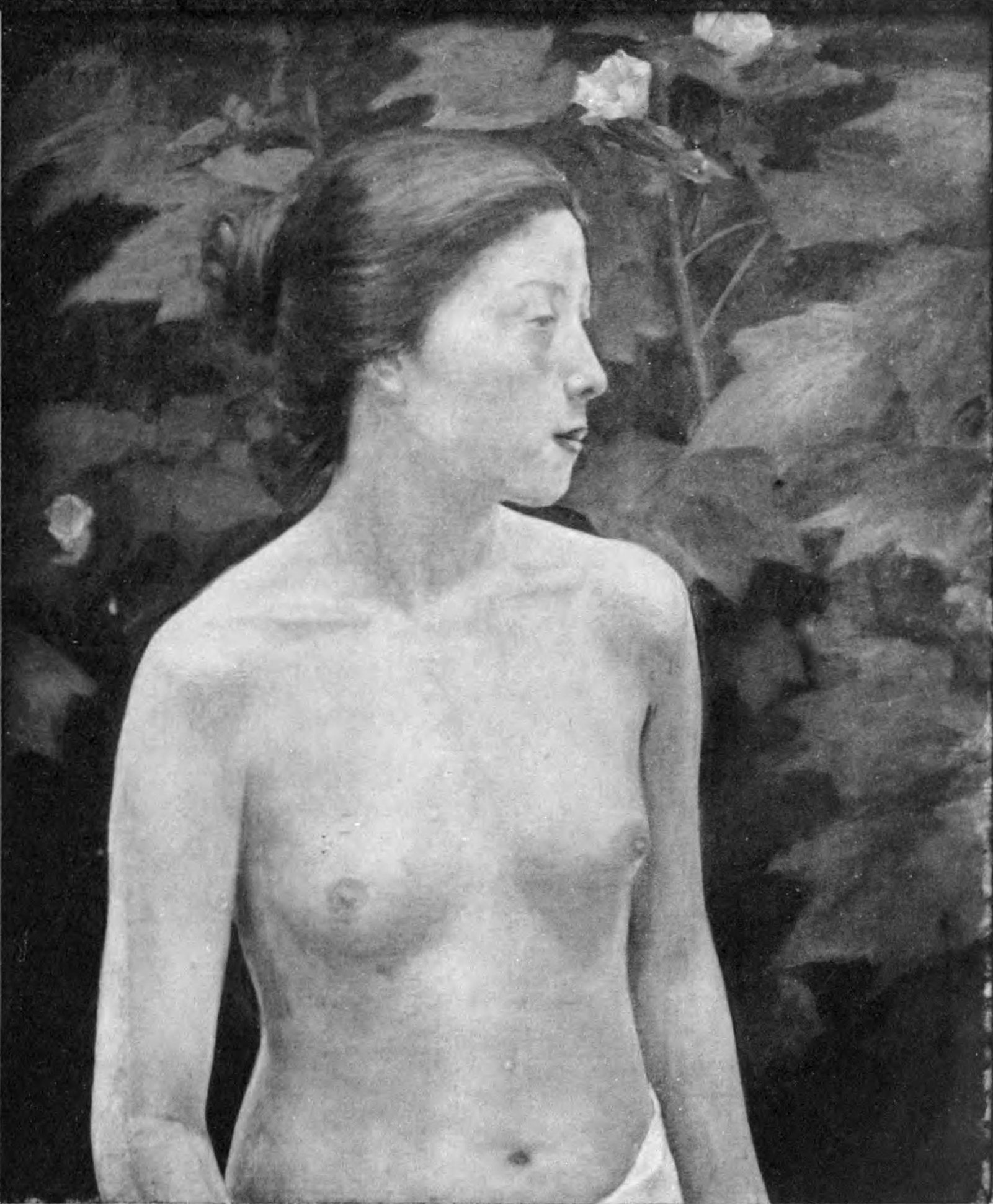
黒田清輝『白芙蓉』、1907年

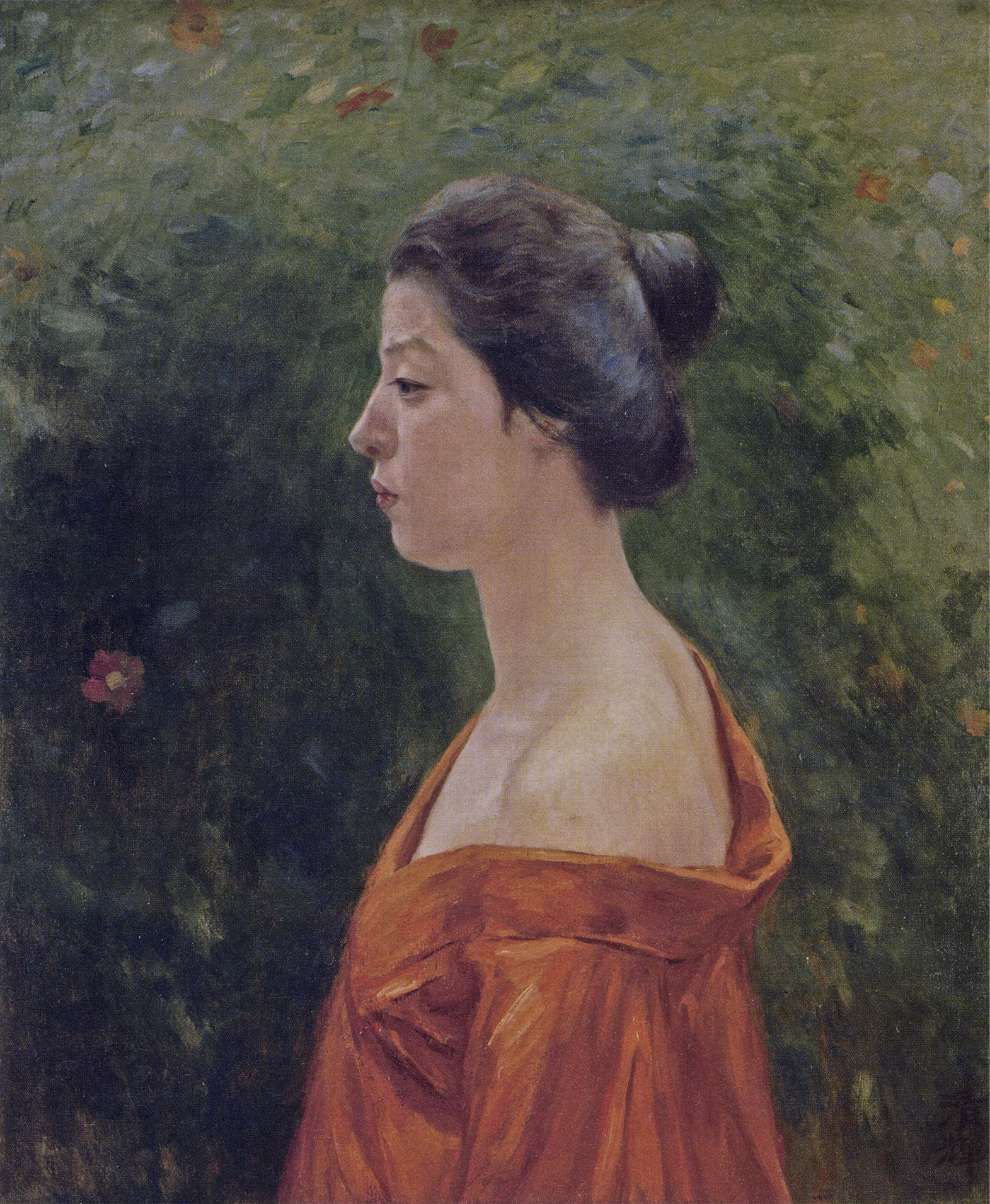
黒田清輝『赤き衣を着たる女』、1912年、鹿児島県歴史・美術センター黎明館所蔵

衣服をまとっていない女性が、緑の豊かな草原の上で仰向けに寝そべっている様子が描かれている。乱れた長く黒い髪は草原の上に伸び、画面右側に流れている。女性の年は若い。量感のある膨らみをもつ胸などは肌色で塗られている。陰影の部分には、赤色が用いられている。
女性は向かって右のほうを向き、左手で持っている一輪のヨメナの花を見つめている。ヨメナの花が顔のほぼ真横に位置しているために、首はほとんど真横を向いている。女性を俯瞰から大きくクローズアップしてとらえており、腰から上しか描かれていない。草原には、薄い紫色または薄い紅色をした野の花が咲いている。
画面の最右上部に “SEIKI KOVRODA 1907” との署名および年記が入っている。本画と同時期に製作された作品には、1907年（明治40年）開催の第1回文部省美術展（文展）に出展された『白芙蓉』（1923年の関東大震災で焼失）がある。これは、白色のフヨウを背景として佇んでいる1人の裸婦の上半身を描いた作品である。
美術研究者の三輪英夫は、本画にみられる鮮明な印象のある色調は、文部省美術展覧会（文展）の第6回展に出展された『赤き衣を着たる女』（1912年、鹿児島県歴史・美術センター黎明館所蔵）に引き継がれているとの見方を示している。

### 比較

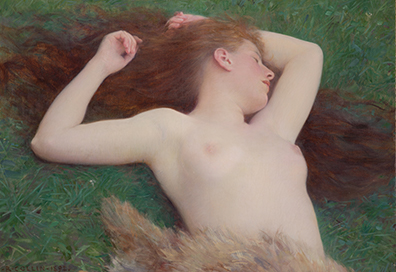
ラファエル・コラン『眠り』、1892年、芸術家財団所蔵、パリ

『野辺』は、黒田の師匠である画家ラファエル・コランによる裸体画『眠り』（仏: Le Sommeil、英: The Sleeping、1892年、芸術家財団所蔵、パリ）を参考にして製作されたと考えられている。これは、構図が極めてよく似ていることのほかに、1893年（明治26年）に開催されたフランス芸術家協会のサロンに出展された『眠り』を、当時ヨーロッパに滞在していた黒田が目にした可能性が高く、また1900年（明治33年）のパリ万国博覧会で開催された「美術の10年 1889 - 1900」展にも『眠り』が出展され、複製図版が図録に載せられ、評価も高かったためである。
外光による色彩効果の表現や婦人の柔らかな感じの肌もよく似ている。『眠り』の女性の肌は、西洋人に特有の白色をしているのに対し、『野辺』の女性の肌には茶色や黄色が用いられており、日本人を描いたとみられる。コランの『眠り』のモデルは、左右の腕を上げて脇をあらわにしながら無防備に目を閉じてぐっすりと眠っている様子であり、日常的な私的な空間を目の当たりにしているような感覚を鑑賞者に抱かせるのに対し、黒田の『野辺』の女性は目を開いており、脇もほとんど開いていない。
『眠り』では、当時のフランス絵画に頻繁に描かれていた、触り心地がよく官能的なイメージのある動物の毛皮が女性の腰のあたりに載せられているのに対し、『野辺』では、濃い紅色をした衣服のような布地を女性が腰のあたりで押さえている。ポーラ美術館の学芸員は、このような日本人に裸体画を受け入れてもらえるようにとの黒田の創意工夫が足がかりとなって、日本に特有の裸体画表現が発展していった、との見方を示している。

## 影響

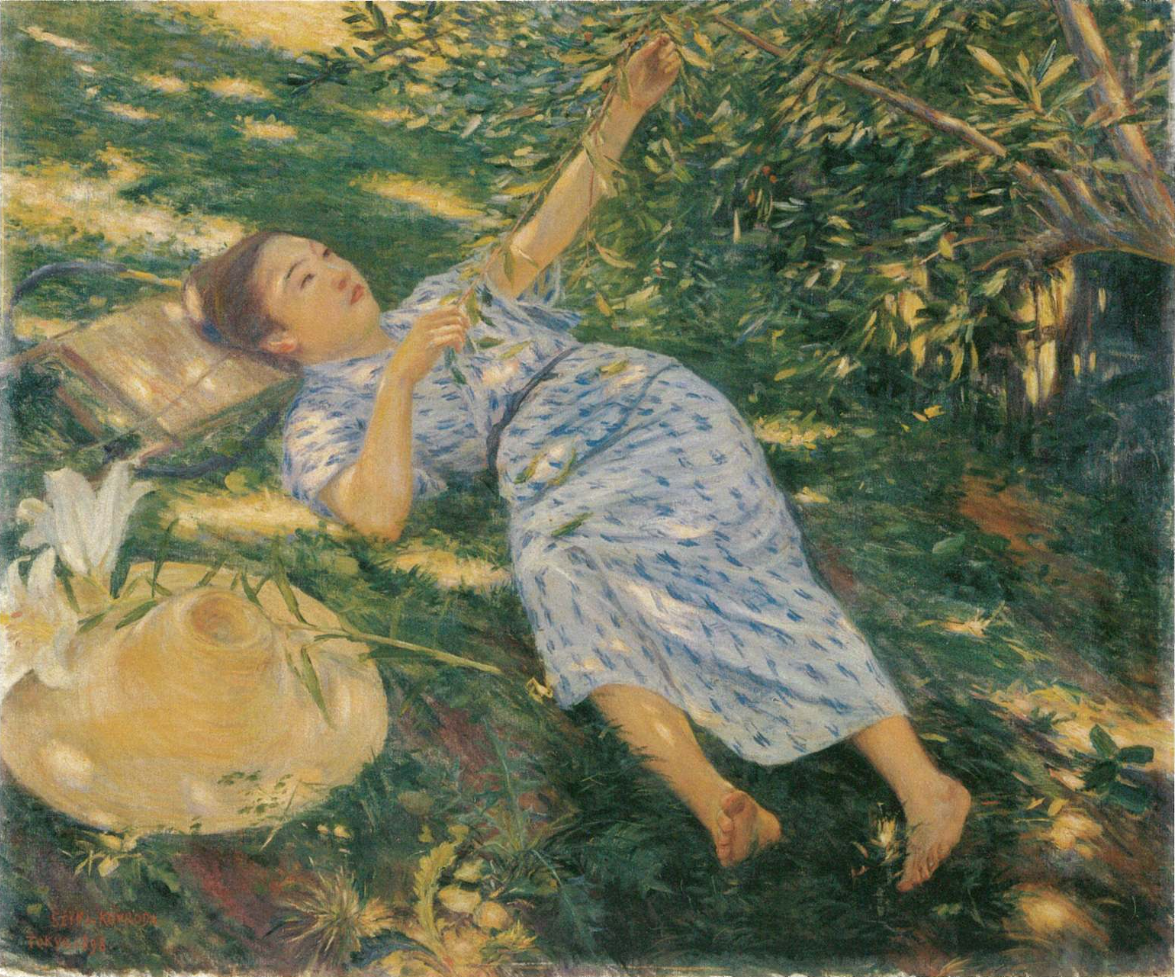
黒田清輝『木かげ』、1898年、ウッドワン美術館所蔵

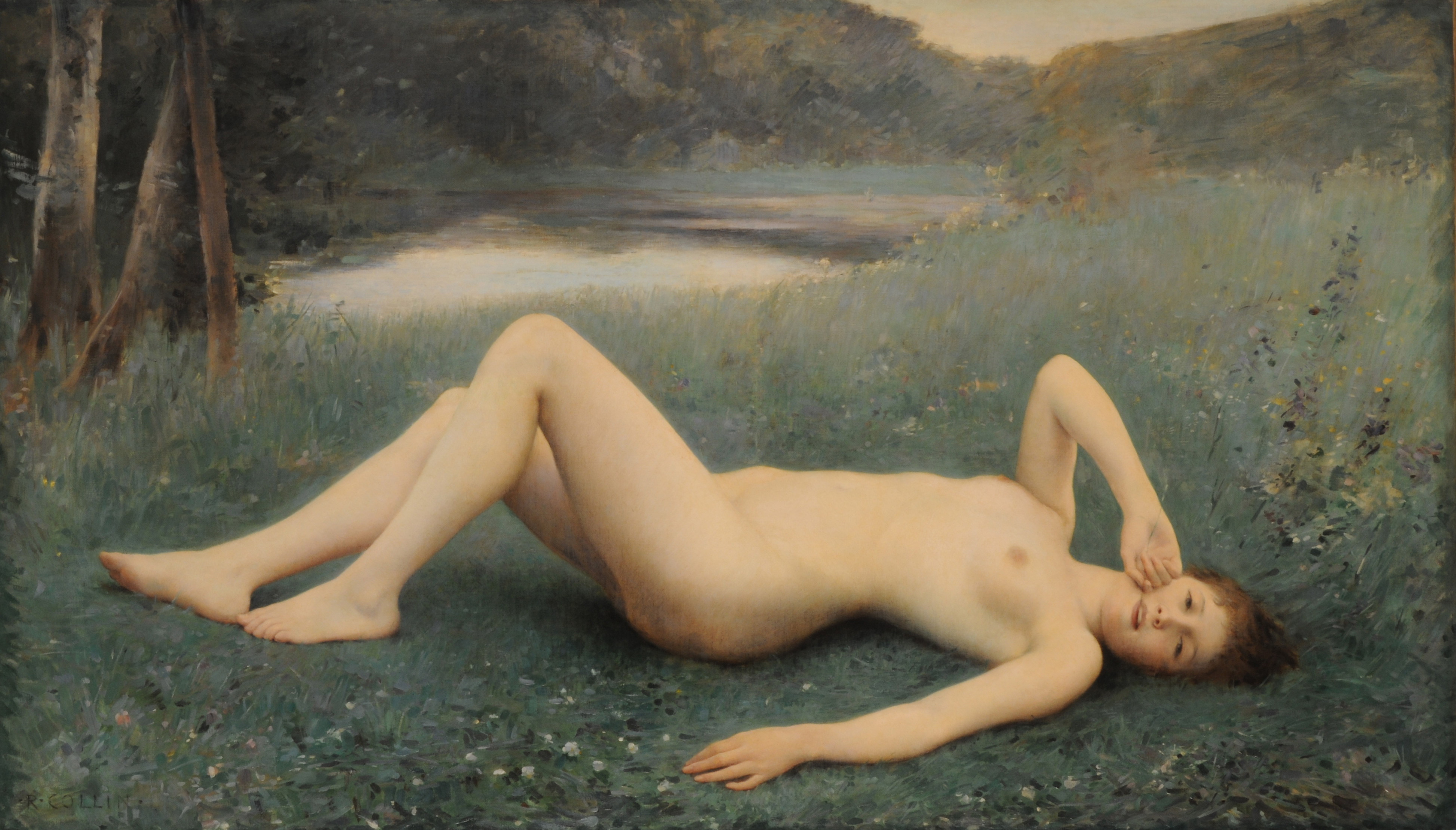
コラン『花月』、1886年、アラス美術館所蔵

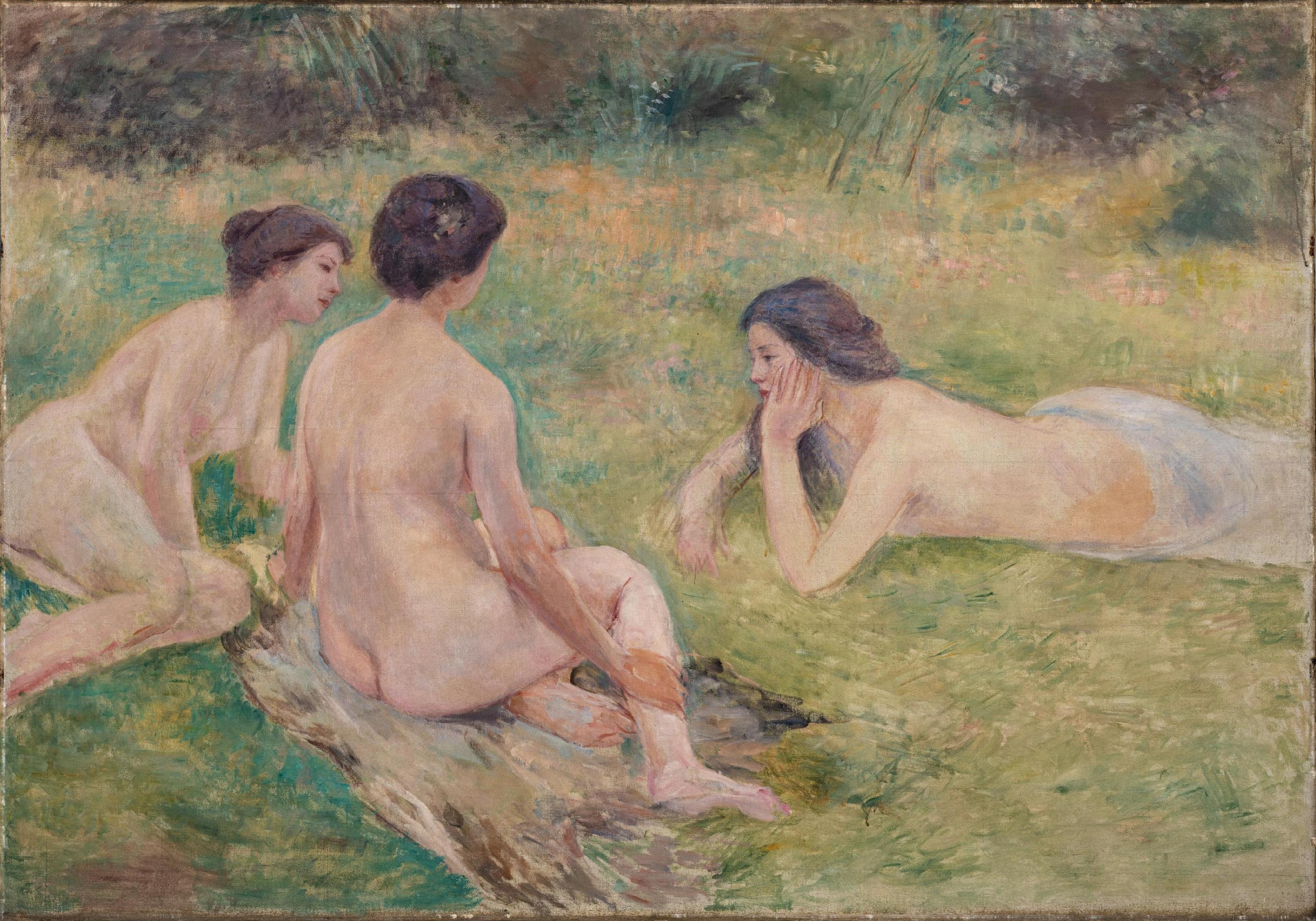
黒田清輝『花野』、1907年 - 1915年、東京国立博物館所蔵

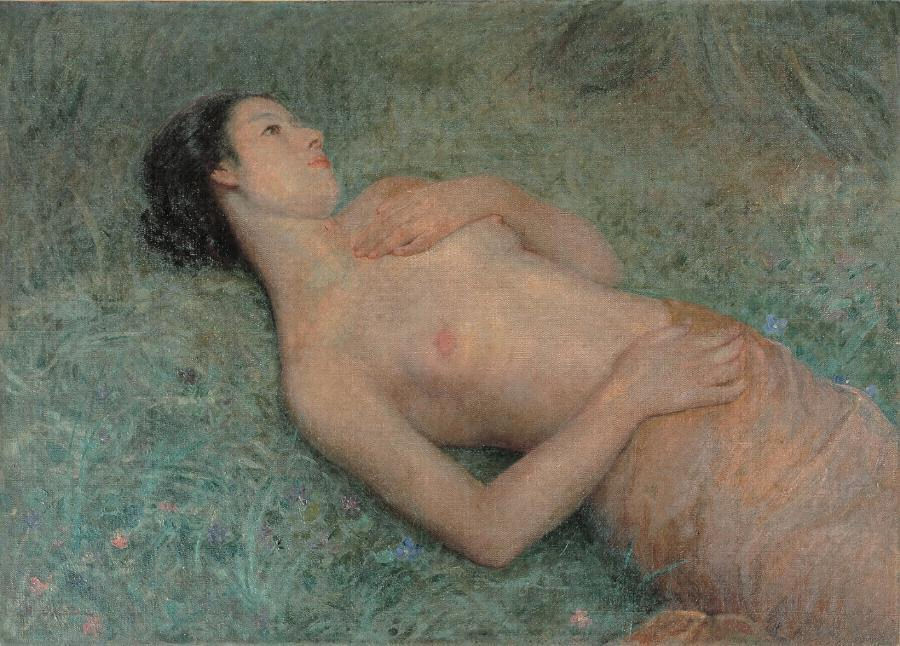
岡田三郎助『花野』、1917年、佐賀県立美術館所蔵

野原に寝そべる婦女を主題としている点で、『野辺』は『木かげ』（1898年、ウッドワン美術館所蔵）とともに、コラン『フロレアル』（仏: Floréal、「花月」の意、1886年、アラス美術館所蔵）の系譜に属するものとされる。
1900年（明治33年）のパリ万国博覧会には、3人の女性が庭に集まっている様子を描いたコランの『庭の隅』（緑野の三美人、仏: Coin de Jardin、1895年、前田育徳会所蔵）も出展されており、この作品は『花野』（1907年 - 1915年、東京国立博物館所蔵）や『野辺』の構図などに影響を与えた可能性が指摘されている。
黒田の門弟の岡田三郎助は、野原に仰向けに寝そべる裸婦の半身像を描いた『花野』（佐賀県立美術館所蔵）を1917年（大正6年）に製作しているが、これは黒田の『野辺』または『木かげ』を参考にして製作された可能性があることを、美術史学者の三浦篤が指摘している。同じく黒田の門弟の萬鐵五郎が製作した赤色の腰巻きをまとった裸婦像も『野辺』に強い影響を受けている。2017年（平成29年）、現代美術作家の橋爪彩は『野辺』を題材としたアート作品 “Princess at work” を発表した。

## 評価
美術史研究者の三浦篤は、黒田は『眠り』を踏襲し、品の良い官能的な裸体婦人像を単純に描き出しただけではなく、モデルが左手に持ったヨメナの花をじっと見つめながら物思いにふけっているさまを描くことによって、言葉では説明しにくいしみじみとした趣きを漂わせる婦人像を表現しており、象徴主義の絵画芸術を日本に取り入れようとするかのような意志がうかがわれる、との旨を述べている。
美術史研究者の三谷理華は、黒田が参考とする作品として上半身しか描かれていない作品を意図的に選び、肉体的な表現をおさえ、叙情的な性格や物語性を取り入れることによって、当時の日本社会に存在した、裸体を不道徳なものとみなす通念を払拭するような裸体画表現を提示し、日本人に裸体画を受け入れてもらうことを目指して『野辺』のような作品を発表したのではないかとの見方を示している。
キュレーターの蔵屋美香は、モデルの上半身を俯瞰から至近距離でとらえていることから、モデルの下半身に乗っているかのような感覚を鑑賞者に抱かせ、画面内に描かれていない下半身の存在をかえってありありと感じさせるとの見方を述べている。三輪は、女性がヨメナの花をつくづく見入っている様子は、彼女の清らかでけがれのない心を象徴的に表しているかのようであるとの旨を述べている。美術史家の隈元謙次郎は、風雅さのある彩色によって、作品に情趣や品格をもたせているとの旨の評価を行っている。